# Newmarket-on-Fergus
Newmarket-on-Fergus, (Iers: Cora Chaitlín (Caitlíns kanaal), is een dorp in County Clare in Ierland. De historische naam is Corracatlin. Het dorp telde bij de volkstelling van 2006 1542 inwoners.
Het dorp ligt op 12 kilometer afstand van Ennis, 8 kilometer van Shannon Airport en 24 kilometer van Limerick.

## Geschiedenis
De huidige parochie Newmarket-on-Fergus bestond voorheen uit 7 aparte parochies: Bunratty, Fenloe, Kilnasoolagh, Drumline, Clonloghan, Kilconry and Kilmaleery. In de periode van de Penal Laws liet de High Sheriff of Clare John Westtropp in 1744 alle kerken van deze 7 parochies sluiten.
In maart 1854 werd bij het oude ringfort Mooghaun op het landgoed bij Dromoland Castle een antieke schat gevonden. Deze "hoard" (collectie van geofferde metalen voorwerpen) werd gevonden aan de rand van Mooghaun Lough. Deze schat bestond naast andere voorwerpen uit ruim 200 armbanden en kettingen van goud.
Dat de omgeving al heel lang bewoond is, bleek in 2007 toen bij werkzaamheden ter verbetering van de waterleiding in het townland Barnhill nabij Newmarket-on-Fergus zes skeletten werden gevonden. Nader onderzoek wees uit dat deze skeletten meer dan 2000 jaar oud zijn. 

## Geografie
Het dorp ligt ongeveer 10 kilometer van Ennis. Zoals de naam al aangeeft, ligt het aan de rivier Fergus. De nationale primaire weg N18 liep tot 2003 dwars door het dorp. In dat jaar kwam er een bypass gereed. Inmiddels is de bypass, samen met andere nieuwe delen van de N18, opgewaardeerd tot snelweg.
Plaatsen in de buurt zijn onder meer Clarecastle, Ennis, Cratloe, Sixmilebridge, Quin en Shannon.
Westelijk van het dorp is Lough Gash, een zogenaamde turlough (verdwijnend meer) van behoorlijke omvang.

## Bevolking
De eerste volkstelling die melding maakt van inwoners van Newmarket vond plaats in 1659. Newmarket, opgenomen onder zijn toenmalige naam Corraeathelin, was toen een onderdeel van de Baronie Bunratty. In dat jaar werd een bevolking geteld van 9 personen.
In 1782 wordt ene Michael O'Brien van Newmarket-on-Fergus genoemd in de Convert Rolls, waarop personen vermeld staan die van het katholieke geloof overgingen op het protestants geloof.
Bij de laatste volkstelling in 2006 werden 1542 personen geteld.

## Handel en toerisme
Het dorp kent een goede verscheidenheid aan winkels en pubs. De nabijheid van Shannon Airport en Bunratty Castle brengt veel toeristen naar het gebied. Er is dan ook een groot aantal hotels en bed & breakfasts in de omgeving gevestigd.

## Onderwijs
Newmarket-on-Fergus kent vier lagere scholen: Scoil na Maighdine Muire/Newmarket-on-Fergus National School (Ierstalig), Ballycar National School, Stonehall National School en Clonmoney National School. Er is geen secundair onderwijs, daarvoor is men aangewezen op scholen in Shannon en Ennis.

## Trivia
In juni 2004 vond in Dromoland Castle bij Newmarket-on-Fergus een conferentie plaats tussen de Verenigde Staten en de toen juist vergrote Europese Unie. Onder andere president George W. Bush en 7000 agenten, militairen en beveiligers waren aanwezig.

## Fotogalerij

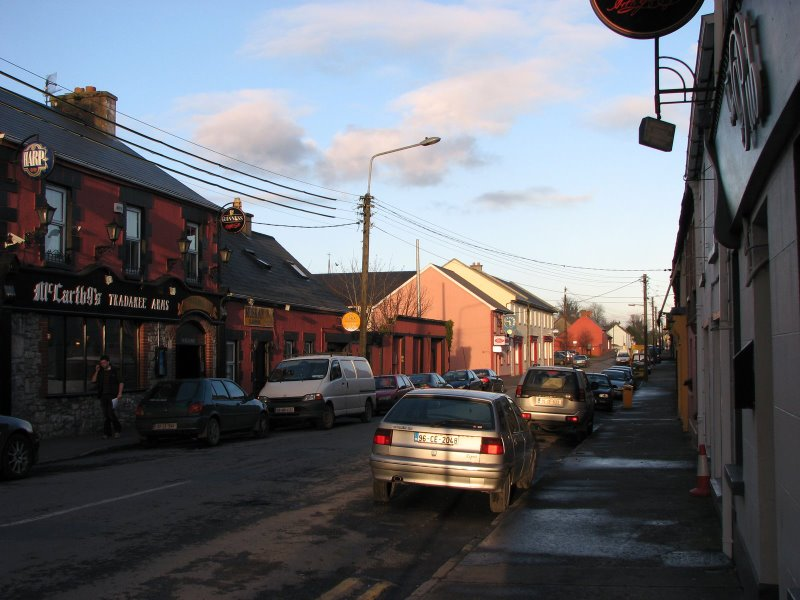
Ballycar Road
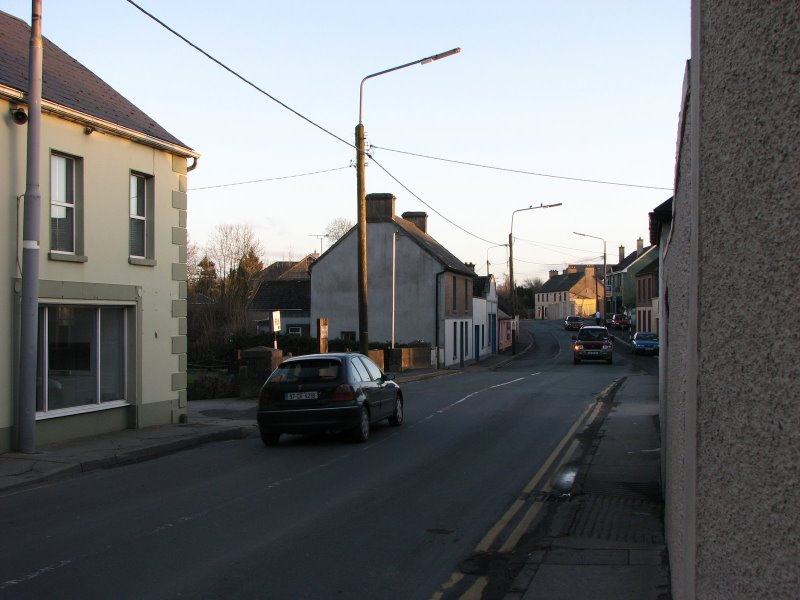
Limerick Road
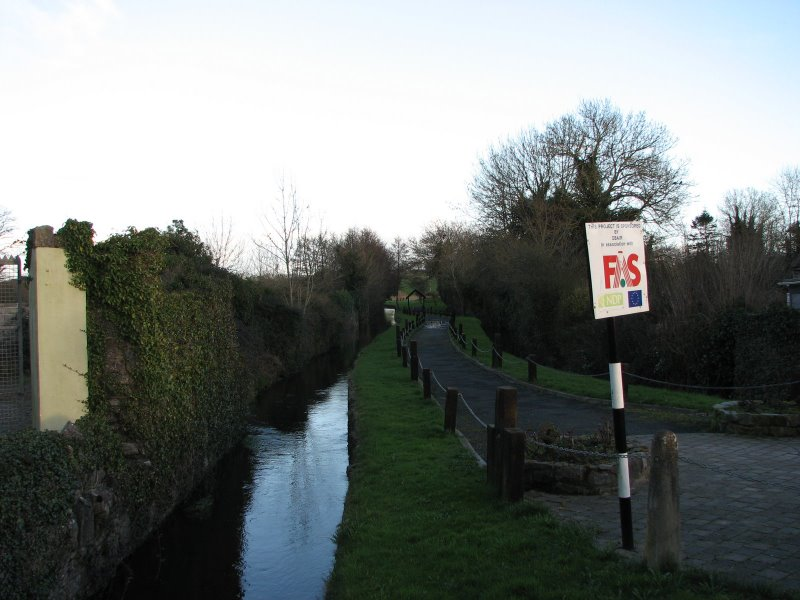
O'Regan Park
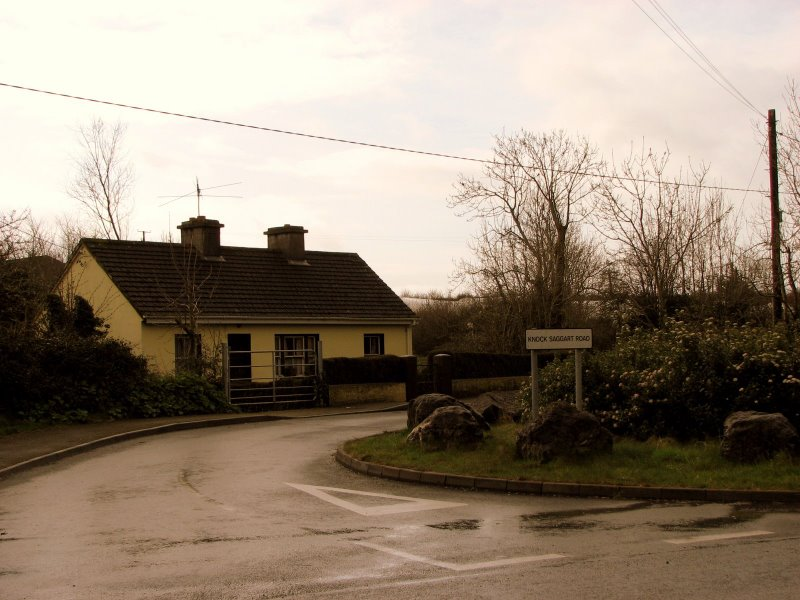
Knock-Saggart Road
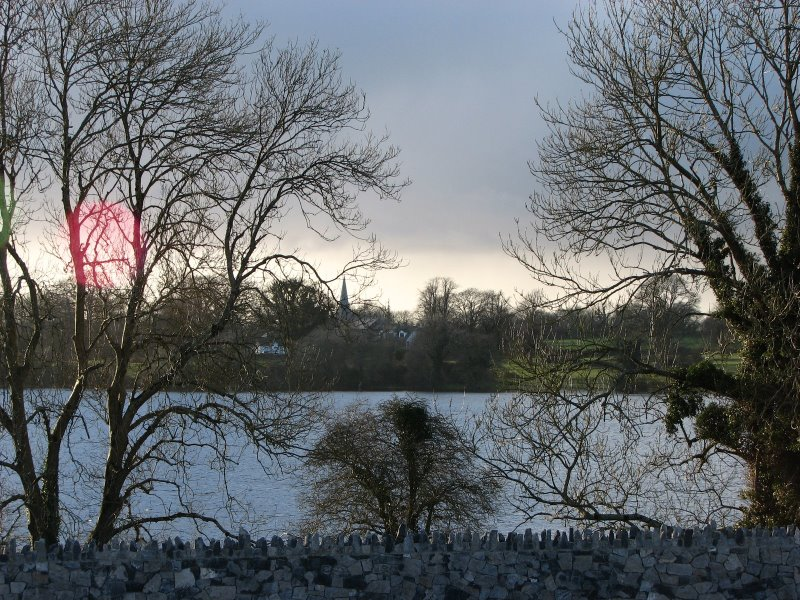
Uitzicht op Lough Gash richting Killinasoolagh Church
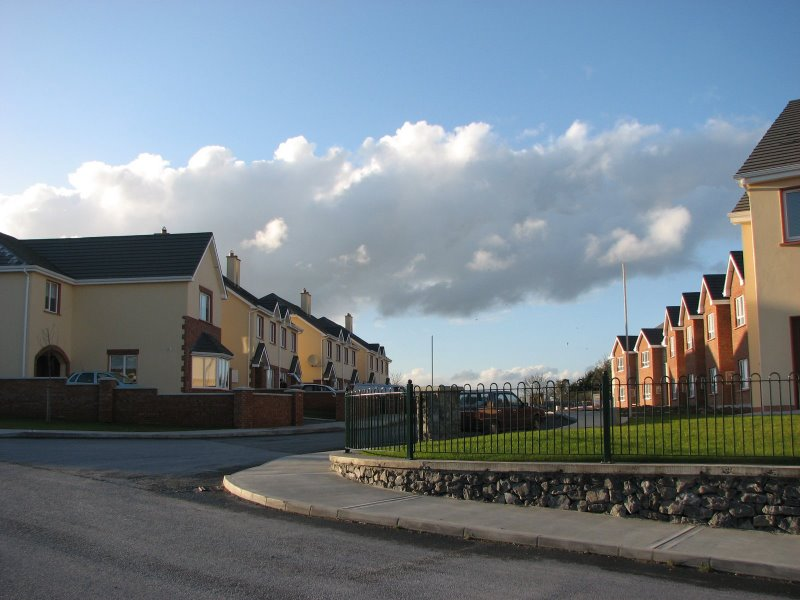
Boheraroan Estate
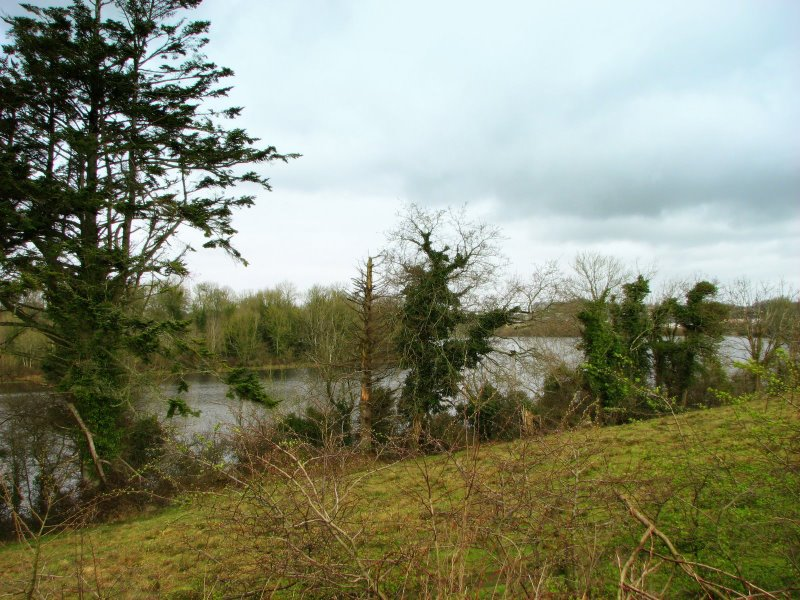
Lough Gash